# Gehyra barea
Gehyra barea är en ödleart som beskrevs av  Felix Kopstein 1926. Gehyra barea ingår i släktet Gehyra och familjen geckoödlor. IUCN kategoriserar arten globalt som starkt hotad. Inga underarter finns listade i Catalogue of Life.